# 慶賀使
慶賀使是當宗主國有慶祝之事時，藩屬國派遣至宗主國慶賀的使節。在琉球國，中國皇帝即位時，琉球國會派遣慶賀使。江戶時代，琉球被薩摩藩入侵後亦被逼向江戶幕府派遣謝恩使和慶賀使，見琉球赴江戶使節。